# Kharkhauda (ort i Indien, Haryana)
Kharkhauda är en ort i Indien.   Den ligger i distriktet Sonīpat och delstaten Haryana, i den norra delen av landet, 40 km nordväst om huvudstaden New Delhi. Kharkhauda ligger 227 meter över havet och antalet invånare är 21 320.
Terrängen runt Kharkhauda är mycket platt. Runt Kharkhauda är det tätbefolkat, med 659 invånare per kvadratkilometer. Närmaste större samhälle är Sonipat, 16,7 km nordost om Kharkhauda. Trakten runt Kharkhauda består till största delen av jordbruksmark.